# 245.ª Divisão de Infantaria (Alemanha)
A 245ª Divisão de Infantaria (em alemão:245. Infanterie-Division) foi uma unidade militar que serviu no Exército alemão durante a Segunda Guerra Mundial.

## Comandantes
| Comandante                   | Data                                       |
| ---------------------------- | ------------------------------------------ |
| Generalleutnant Erwin Sander | 8 de setembro de 1943 - 1 de abril de 1945 |
| Generalmajor Kuno Dewitz     | 1 de abril de 1945 - 8 de maio de 1945     |

## Oficiais de operações
| Hauptmann Dr. Geißler           | 1943                                          |
| Oberstleutnant Müller           | dezembro de 1943-Jan 1944                     |
| Oberstleutnant Hans-Georg Meyer | 20 de janeiro de 1944-15 de novembro de 1944  |
| Major Rudolf Siefart            | 15 de novembro de 1944-1 de fevereiro de 1945 |
| Major Joachim Lindner           | 1 de fevereiro de 1945-1945                   |

## Área de operações
| França                  | setembro de 1943 - setembro de 1944 |
| Bélgica & Países Baixos | setembro de 1944 - dezembro de 1944 |
| Alsácia & Alemanha      | dezembro de 1944 - maio de 1945     |